# Насименту, Луис
Луис Мануэль Силва Насименту (Luís Manuel Silva Nascimento; 14 июня 1979 года, Португалия) — португальский футболист, нападающий, ныне — тренер академии лиссабонской «Бенфики». Известен как человек, воспитавший многих футболистов, впоследствии ставших чемпионами различных стран и международных турниров, а именно: Эдерсон, Бернарду Силва, Жуан Канселу и другие.

## Клубная карьера
Будучи игроком, Луис играл за молодёжные команды: «Витория» (Сетубал), «Комерсиу э Индустрия» и «Вила-Реал», за который он дебютировал на профессиональной основе в Сегунде B в сезоне 1998/99. Покинув «Вилу», Луис ещё год поиграл за небольшой клуб «Санта-Марта-ди-Пенагиан» и завершил карьеру, став тренером молодёжных команд. Первым тренерским опытом Нашименто стал «ЖДР Примейру Майо». В 2006 году Луиса пригласили на должность тренера в известной академии лиссабонской «Бенфики», где Луис стал руководить составом до 15 лет.